# Irma Iossifowna Karakis
Irma Iossifowna Karakis (russisch Ирма Иосифовна Каракис; * 4. November 1930 in Kiew; † 1. Februar 2022 in New York City) war eine sowjetische bzw. ukrainisch-US-amerikanische Architektin und Möbeldesignerin.

## Leben
Karakis war die Tochter des Architekten Iossif Juljewitsch Karakis (1902–1988) und der Deutsch-Lehrerin Anna Jefimowna Karakis (1904–1993). Karakis studierte am Kiewer Institut für Ingenieurbau mit Abschluss 1954. Ihre Diplomarbeit fertigte sie bei Jakow Aronowitsch Steinberg an.
Nach dem Studium arbeitete Karakis in Kiew als Architektin im Bauprojektierungsinstitut Promenergoprojekt für Industrie und Energietechnik. 1957 wechselte sie zur Akademie für Bauwesen und Architektur der Ukrainischen Sozialistischen Sowjetrepublik (SSR) in Kiew, wo sie wissenschaftliche Mitarbeiterin und schließlich Leiterin des Bereichs für Innenarchitektur und Raumausstattung wurde (bis 1994). 1962 wurde sie Mitglied der Architektenunion der UdSSR. Ihre Kandidat-Dissertation über neue Garderobengestaltungen in verschiedenen Schulgebäudetypen verteidigte sie 1968 mit Erfolg.
Karakis projektierte Dutzende von Heizkraftwerken. Sie erstellte Generalpläne für den Wohnungsbau. Sie entwarf Möbelgarnituren für die Massenproduktion und Inneneinrichtungen für Schulen, Hotels, Wohnungen und Restaurants. Sie wurde 1970 Mitglied des Rats für Kunst und Technik der Ukraine. Sie restaurierte zusammen mit Walentyna Schewtschenko das Refektorium des St. Michaelsklosters in Kiew (1973–1982).
2003 ließ sich Karakis in New York City nieder.

## Ehrungen
- Medaille „Veteran der Arbeit“
- Goldmedaille der Ausstellung der Errungenschaften der Volkswirtschaft der UdSSR in Moskau
- Medaille „Zum 1500-jährigen Jubiläum Kiews“